# Antynomia Russella

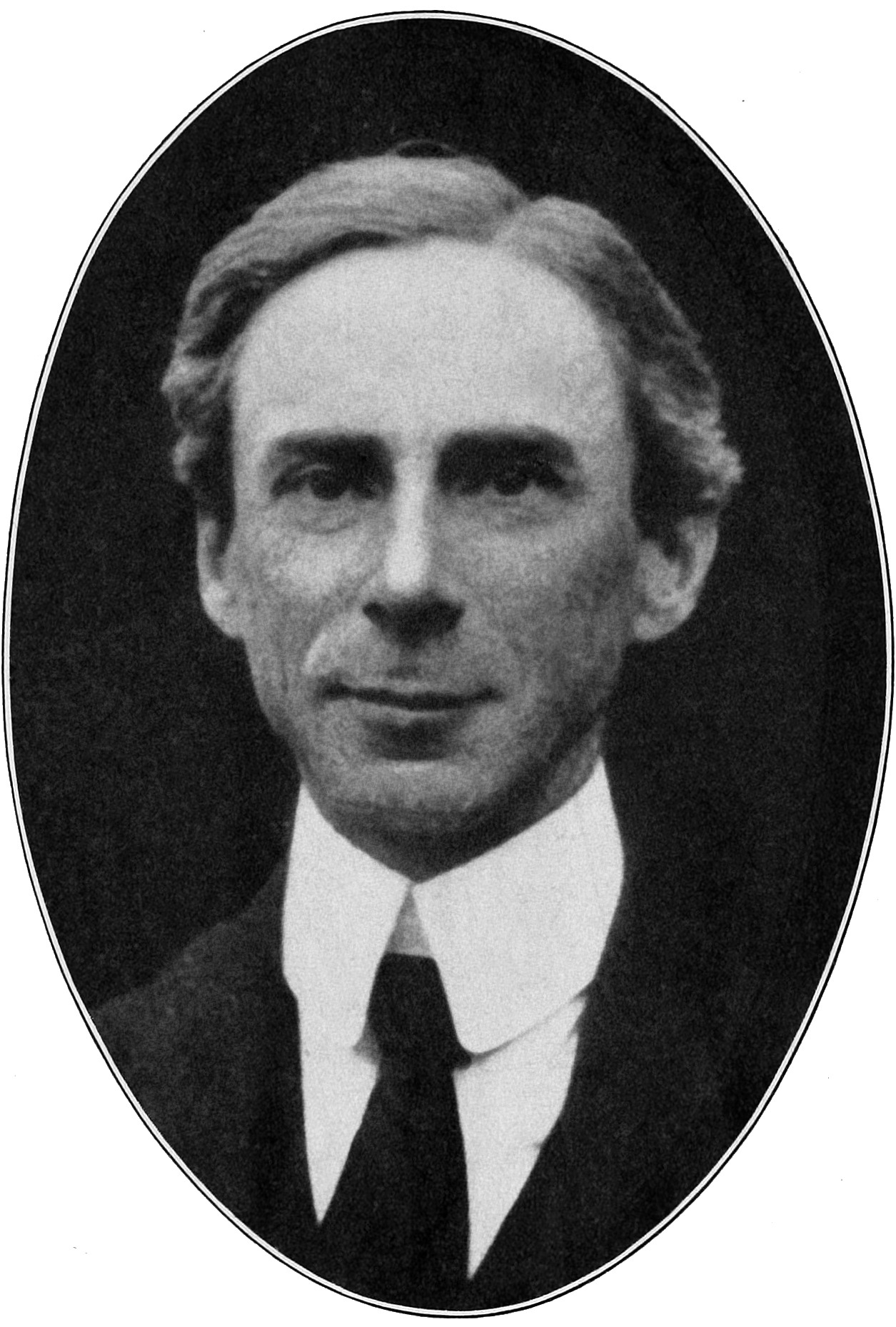
Bertrand Russell

Antynomia Russella lub paradoks Russella – sprzeczność wykryta w naiwnej teorii mnogości przez Bertranda Russella w 1901 roku. Sprzeczność ta stanowiła duży cios dla rozwoju logicyzmu, będącego próbą aksjomatyzacji matematyki, zgodnie z którym wszystkie obiekty matematyczne powinny dać się wyrazić jako zbiory. Obserwacje dokonane przez Russella zmusiły matematyków do rewizji tego fundamentalnego stanowiska i następnie przyjęcia, że istnieją obiekty niebędące zbiorami, opisywane formułami logicznymi – nazywa się je klasami właściwymi. Paradoks ten wynika z samoodniesienia, czyli odwoływania się do samego siebie, i ma charakter podobny do takich paradoksów jak paradoks zbioru wszystkich zbiorów, paradoks kłamcy czy paradoks Berry’ego; por. twierdzenia Gödla i problem stopu.

## Paradoks
Niech {\displaystyle V} oznacza zbiór zawierający wszystkie takie zbiory {\displaystyle X,} dla których {\displaystyle X} nie jest elementem {\displaystyle X,} tj.
{\displaystyle V=\{X:X\notin X\}.}
Postawmy pytanie, czy {\displaystyle V} jest swoim elementem, czy nie.
- Jeśli przypuścimy, że {\displaystyle V} jest elementem {\displaystyle V,} to {\displaystyle V} nie spełnia definicji zbioru {\displaystyle V,} a więc nie jest elementem {\displaystyle V,}
- jeśli zaś {\displaystyle V} nie jest elementem {\displaystyle V,} to {\displaystyle V} musi być elementem {\displaystyle V} na mocy definicji tego zbioru[1].

Prowadzi do sprzeczności:
{\displaystyle V\notin V\iff V\in V.}

### Wyjaśnienie paradoksu
Paradoks jest pozorny i wynika z nadużycia pojęcia zbioru. „Zbiór” {\displaystyle V} został utworzony jako {\displaystyle \{X:P(X)\},} gdzie {\displaystyle P} jest predykatem z jedną zmienną {\displaystyle X,} niezawierającym symbolu {\displaystyle V.} Tworzenie zbiorów w taki sposób było powszechną praktyką w naiwnej teorii mnogości. Jednak w aksjomatycznej teorii mnogości ZF istnieją jedynie takie zbiory, których istnienie jest zagwarantowane jakimś aksjomatem (np. zbiór pusty) bądź takie, które można skonstruować powołując się na jakiś aksjomat (np. aksjomat pary, aksjomat sumy).
Definicja typu {\displaystyle \{X:P(X)\}} jest poprawna („skuteczna”), o ile elementy {\displaystyle X} są pobierane z jakiegoś już istniejącego zbioru. W przeciwnym razie dostajemy nie zbiór, ale klasę właściwą. Taką klasą właściwą może też być {\displaystyle \{X:X=X\},} jednak o ile w przypadku tej klasy traktowanie jej jako zbioru prowadzi np. do paradoksu zbioru wszystkich zbiorów, o tyle w przypadku klasy {\displaystyle \{X:X\notin X\}} traktowanie jej jako zbioru prowadzi do sprzeczności już na etapie weryfikowania, czy on sam należy do siebie, czy nie.

## Anegdotyczne wersje paradoksu
Anegdotyczne sformułowanie antynomii Russella nosi nazwę „paradoksu fryzjera” lub „paradoksu golibrody”:
Fryzjer, mieszkaniec pewnego miasta, goli tych jego mieszkańców, którzy sami się nie golą. Czy fryzjer goli się sam?
John D. Barrow w swojej książce Pi razy drzwi używa postaci cyrulika sewilskiego: „Cyrulik sewilski goli w Sewilli wszystkich tych i tylko tych, którzy nie golą się sami. Czy cyrulik goli się sam?”. Inne sformułowanie tego paradoksu dotyczy ciotki, która lubi tych, co siebie nie lubią i nie lubi tych, co siebie lubią. Odpowiedź na pytanie, czy ciotka lubi siebie prowadzi do paradoksalnej konkluzji, że ciotka lubi siebie wtedy i tylko wtedy, gdy siebie nie lubi.

## Próby rozwiązania paradoksu
Rozważmy zbiór {\displaystyle X,} którego elementy wskazane zostaną za pomocą funkcji charakterystycznej {\displaystyle \chi _{A},} która przyjmuje dla danego elementu {\displaystyle x} wartość {\displaystyle 1,} gdy {\displaystyle x} należy do {\displaystyle X,} oraz wartość {\displaystyle 0,} gdy {\displaystyle x} nie należy do {\displaystyle X.} Wykorzystując ten sposób patrzenia na zbiory mężczyzn w mieście, można przypisać do zbioru {\displaystyle S} tych z nich, którzy golą się sami, albo do zbioru {\displaystyle G} tych mężczyzn, którzy korzystają w tym względzie z usług golibrody. Do którego z nich należy sam golibroda? Dla dowolnego golącego się mężczyzny {\displaystyle m} prawdą jest, że {\displaystyle \chi _{S}(m)+\chi _{G}(m)=1,} tzn. mężczyzna jest golony (goli się sam albo goli go golibroda). Można się zgodzić, iż golibroda {\displaystyle g} w takim samym stopniu należy do tych, którzy golą się sami, jak i do tych, których goli golibroda, tzn. {\displaystyle \chi _{S}(g)=\chi _{G}(g).} Z równości tych wynika wtedy {\displaystyle \chi _{S}(g)=\chi _{G}(g)={\tfrac {1}{2}}.} Paradoks ten można więc rozwiązać wprowadzając pośredni, ułamkowy stopień „należenia” do zbioru, które sformalizowano w postaci zbiorów rozmytych (por. logika trójwartościowa i logika wielowartościowa).